# Макисима
Макисима (яп. 牧島 макисима) — остров на юге Японии, в архипелаге Амакуса, расположенный в префектуре Кумамото. Его площадь составляет 5,63 км². Население — 267 человек (2020).
Высочайшая точка — 167,6 м.
Длина береговой линии составляет 24,8 км
Остров лежит на юго-западе префектуры, территориально относится к городу Амакуса
На юго-востоке Макисима связана мостом Накасето-охаси (яп. 中瀬戸橋) с островом Госёноура.
На острове найдены окаменелости аммониты, некоторые из которых представлены в парке Нигакикасэки.
Основные отрасли экономики — разведение жемчуга, желтохвоста, пагра.